# Теодора Петралифена
Теодора Петралифа (грч. Θεοδωρα Πετραλιφαινα), канонизована као света Теодора  Арте (грчки Αγια Θεοδωρα της Αρτας; око 1210, Солун - око 1280, Арта, Епир), била je супруга владара Епира и православна светитељка.

## Биографија
Њен живот је углавном познат из кратких житија које је написао монах Јов, понекад поистовећен са свештеником Јаситом с краја 13. века. Међутим, због мноштва хронолошких и генеалошких грешака, ова идентификација остаје несигурна .
Теодора је била ћерка севастократора Јована Петралифе, намесника Тесалије и Македоније, и његове супруге Елене. Рођена је у Сервији између 1210. и 1216. године и као дете се удала за деспота Михајла II Комнина Дуку, владара Епира и Тесалије, убрзо након његовог ступања на престо 1231. године . Упркос чињеници да је била трудна са његовим сином Нићифором I, деспот Михаило II је убрзо протерао своју жену и одлучио да живи са љубавницом. Живећи у сиромаштву, без притужби је поднела своје тешкоће, пронашавши склониште код свештеника у селу Приниста. Њено изгнанство трајало је пет година, након чега се деспот Михајло II покајао и дозволио јој да се врати .
Као супруга владар Епира, деспина Теодора се залагала за ближе везе са Епирским историјским ривалом за наследство византијског престола, Никејским царством. Њен савременик, историчар Георгије Акрополит, пратио је њеног сина Нићифора на веридби са Маријом Ласкарис, кћерком никејског цара Теодора II Ласкариса. Зближавање је довело до решавања црквених спорова између два царства и до додељивања титуле деспота Михаилу II . Деспина Теодора је основала и манастир Светог Ђорђа у престоници Епира, Арти, где је отишла након Михаилове смрти и где је сахрањена. Касније је манастир постао познат као црква Свете Теодоре, а њен гроб је постао место ходочашћа, будући да су јој приписана многа чуда. Дан њеног помена у Православној цркви је 11. март .

## Породица
Деспина Теодора од Арте и деспот Михаило II Анђел, имали су шесторо деце:
- Нићифор I Комнин Дука, који је наследио деспота Михаила II као владар Епира
- Јован Дука
- Димитрије Дука Комнин Кутрул
- Хелена Анђел Дука, која се удала за краља Манфреда од Сицилије
- Ана Комнин Дука.